# Tambourin de Béarn

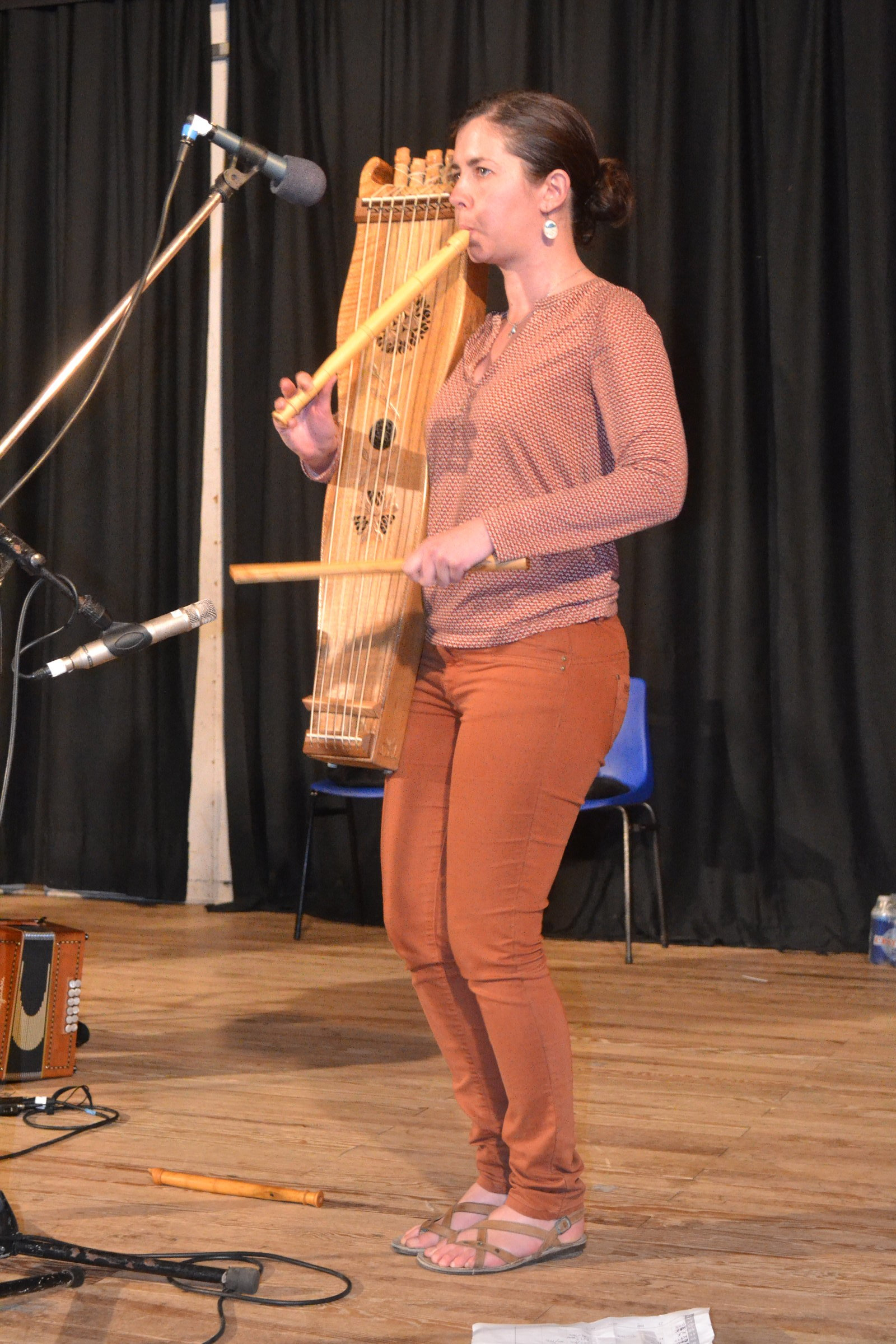
Die Musikerin Cécile Nuñez spielt Tambourin de Béarn und Einhandflöte (flabuta) in Le Passage, Gascogne, 2016.

Das Tambourin de Béarn, französisch auch tambourin de Gascogne, tambourin à cordes, deutsch Saitentambourin, seltener Saitentamburin, baskisch ttun-ttun, ist eine mit einem Schlägel geschlagene langrechteckige Kastenzither, die alternativ zu einem Tabor (Tambourin) vorwiegend zur Bordunbegleitung einer Einhandflöte (französisch galoubet) mit drei Grifflöchern benutzt wird. Es ist in ähnlicher Korpusform mit drei- bis achtfacher Besaitung zu finden. Die Stimmung wird oft in Grundton, Tonika und Dominante oder Grundton und Quinte gehalten. Das mit einem Psalterium verwandte Instrument ist leicht spielbar, denn die Saiten werden mit einem Klöppel insgesamt angeschlagen.

## Herkunft und Verbreitung
Béarn ist eine südfranzösische, zu Okzitanien gehörende Region an der spanischen Grenze im französischen Baskenland. Die Basken nennen das Instrument ttun-ttun und spielen es auf die überlieferte Weise zusammen mit der Einhandflöte txistu. Zusammen mit der Bordunzither épinette des Vosges in den Vogesen gehört das Saitentambourin zu den wenigen traditionellen Volksmusikinstrumenten in Frankreich. 
Ein entsprechendes Musikinstrument wird unter dem Namen altobasso für Venedig in Quellen des 16. Jahrhunderts erwähnt. Die rechteckige geschlagene Bordunzither ist spätestens seit dem 15. Jahrhundert belegt, als sie auf einem 1489 von Filippino Lippi gemalten Fresko in der Kirche Santa Maria sopra Minerva in Rom erscheint. Seit dem 17. Jahrhundert ist die geschlagene Kastenzither unter dem Namen Tambourin de Béarn nur noch ein Instrument der Volksmusik, das mit der Hirtenmode im 18. Jahrhundert in Frankreich Eingang in die Salons fand.
Eine ähnliche langrechteckige Form besitzt die Schwungzither (englisch Bell harp), die Mitte des 18. Jahrhunderts vom englischen Soldaten John Simcock erfunden worden sein soll und bis Ende des 19. Jahrhunderts besonders von englischen Straßenmusikern eingesetzt wurde.

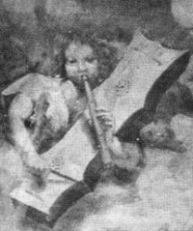
Detail der Szene Musicos von Juan Galbán Jiménez (1596–1658) in der Kirche Convento de la Concepción, Èpila, Provinz Saragossa.

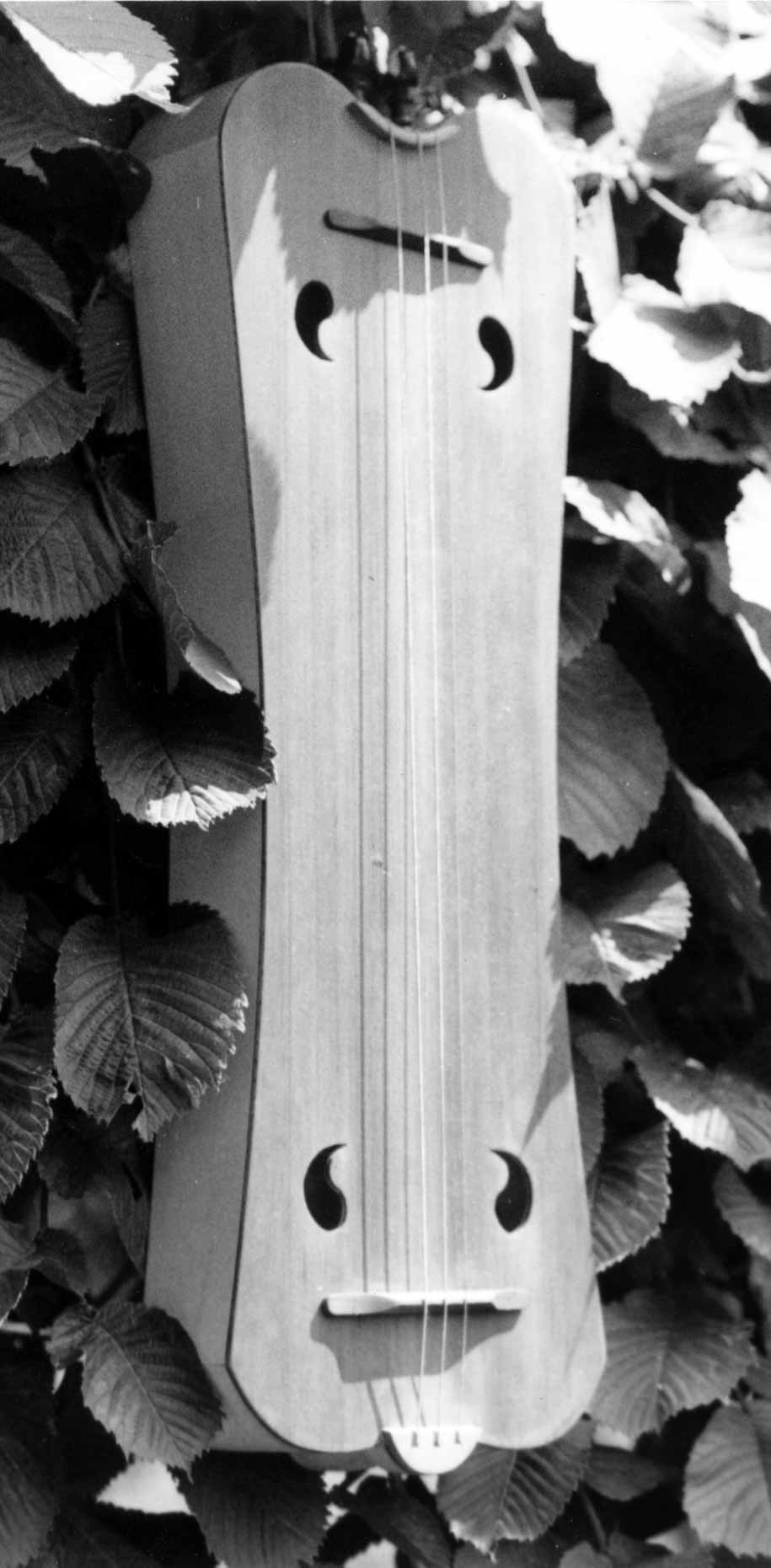
Tambourin de Béarn. Gebaut nach einer Werkzeichnung von Edgar Stahmer nach einem Fresko von Filippino Lippi.